# 宮城県看護協会
公益社団法人宮城県看護協会（こうえきしゃだんほうじんみやぎけんかんごきょうかい、英称：Miyagi Nursing Association）は、宮城県知事所管の宮城県の看護職を会員とする公益法人。

## 本部所在地
宮城県看護協会会館：〒980-0871 宮城県仙台市青葉区八幡2丁目10番19号

## 訪問看護ステーション
- 大崎訪問看護ステーション 
  - 〒989-6321 大崎市三本木字大豆坂24番地の3
- 若林訪問看護ステーション 
  - 〒984-0063 仙台市若林区石名坂70番地
- 青葉訪問看護ステーション 
  - 〒981-0917 仙台市青葉区葉山町1-26
- 太白訪問看護ステーション 
  - 〒982-0034 仙台市太白区西多賀3丁目7番41号
- こごた訪問看護ステーション 
  - 〒987-0003 遠田郡美里町南小牛田字山の神235番地
- 栗原訪問看護ステーション 
  - 〒989-5502 栗原市若柳字川南戸ノ西4
- 栗原訪問看護ステーション高清水支所 
  - 〒987-2133 栗原市高清水町桜丁7番地
- 栗原訪問看護ステーション築館支所 
  - 〒987-2203 栗原市築館字下宮野川北7-1 コーポラス宮野
- 柴田・角田地域訪問看護ステーション 
  - 〒989-1245 柴田郡大河原町字新南34－5
- 柴田・角田地域訪問看護ステーション川崎支所 
  - 〒989-1501 柴田郡川崎町大字前川字北原23の1
- 柴田・角田地域訪問看護ステーション丸森支所 
  - 〒981-2152 伊具郡丸森町字鳥屋5-1
- 泉かむり訪問看護ステーション 
  - 〒981-3111 仙台市泉区松森字城前9番地の2
- 加美訪問看護ステーション 
  - 〒981-4241 加美郡加美町字南町181-1